# Leucopaxillus salmonifolius
Leucopaxillus salmonifolius är en svampart som tillhör divisionen basidiesvampar, och som beskrevs av Meinhard (Michael) Moser och D. Lamoure. Leucopaxillus salmonifolius ingår i släktet Leucopaxillus, och familjen Tricholomataceae. Arten har ej påträffats i Sverige.